# Valdeprado del Río
Valdeprado del Río település Spanyolországban, Kantábria autonóm közösségben. Valdeprado del Río Valdeolea, Campoo de Enmedio, Las Rozas de Valdearroyo, Alfoz de Santa Gadea, Valderredible és Aguilar de Campoo községekkel határos. Lakosainak száma 320 fő (2024).

## Népesség
A település népessége az elmúlt években az alábbi módon változott:
| Lakosok száma | 323  | 335  | 324  | 310  | 357  | 321  | 323  | 337  | 322  | 320  |
|               | 2001 | 2004 | 2007 | 2009 | 2012 | 2014 | 2017 | 2019 | 2022 | 2024 |